# Eußerthal
Eußerthal è un comune di 925 abitanti della Renania-Palatinato, in Germania.
Appartiene al circondario (Landkreis) della Weinstraße Meridionale (targa SÜW) ed è parte della comunità amministrativa (Verbandsgemeinde) di Annweiler am Trifels.

## Storia

### Simboli
Lo stemma, concesso l'8 febbraio 1949, riunisce gli elementi presenti sui sigilli dell'importante abbazia cistercense di Eußerthal. Un sigillo del 1530 mostra un abate con un pastorale, probabilmente Bernardo di Chiaravalle, in una chiesa gotica; uno del 1557 raffigura la Madonna seduta in trono affiancata da un angelo. L'abbazia ha svolto un ruolo importante nella storia tedesca poiché per qualche tempo qui furono custoditi i simboli di stato degli imperatori.